# Lipůvka
Lipůvka je obec v okrese Blansko v Jihomoravském kraji. Žije zde přibližně 1 500 obyvatel.

## Historie
První písemná zmínka o obci pochází z roku 1371 (prope Lypowkam). Lipůvka údajně existovala dříve pod názvem Opatovice kolem nynější zříceniny kostela svatého Klimenta, byla ale vypálena. V 15. století náležela obec pánům z Boskovic, v 16. století přešla do majetku Ederům a Ottersdorfům, posléze náležela městu Brnu.

## Obyvatelstvo
| Rok            | 1869 | 1880 | 1890 | 1900 | 1910 | 1921 | 1930 | 1950 | 1961 | 1970 | 1980 | 1991  | 2001  | 2011  | 2021  |
| -------------- | ---- | ---- | ---- | ---- | ---- | ---- | ---- | ---- | ---- | ---- | ---- | ----- | ----- | ----- | ----- |
| Počet obyvatel | 533  | 597  | 645  | 634  | 690  | 726  | 760  | 823  | 775  | 841  | 953  | 1 086 | 1 092 | 1 244 | 1 461 |
| Počet domů     | 81   | 91   | 102  | 112  | 117  | 130  | 146  | 187  | 185  | 209  | 242  | 301   | 333   | 371   | 453   |

## Obecní správa

### Obecní symboly
Znak a vlajka byly obci uděleny rozhodnutím předsedy Poslanecké sněmovny Parlamentu České republiky dne 31. ledna 2002.

## Zajímavost
Za druhé světové války přes Lipůvku ustupovali Němci a chtěli z Lipůvky udělat poslední záchytný bod neboli něco, kde by se mohli uchytit a zdržet Rudou armádu. Avšak Sověti nenechali Lipůvku zničit, proto vyslali tři parlamentáře, aby s Němci vyjednávali. Tuto událost na Lipůvce připomíná pamětní deska.

## Svatocecilské hody
Každoročně se v Lipůvce pořádají svatocecilské hody, vždy v listopadu na svátek svaté Cecílie, které je zasvěcen zdejší kostel.

## Pamětihodnosti
- Kostel svaté Cecílie
- Kostel svatého Klimenta, zřícenina
- Boží muka

## Významní rodáci
- Slavomír Bartoň (1926–2004), hokejista a fotbalista
- Karel Skoupý (1886–1972), duchovní a teolog, 12. biskup brněnský